# 16915 Bredthauer
16915 Bredthauer (1998 FR10) là một tiểu hành tinh nằm phía ngoài của vành đai chính được phát hiện ngày 24 tháng 3 năm 1998 bởi Khảo sát tiểu hành tinh OCA-DLR ở Caussols.